# Ebrāhīm Kandī-ye Soflá
Ebrāhīm Kandī-ye Soflá (persiska: اِبراهيم كَندئ سُفلَى) är en ort i Iran.   Den ligger i provinsen Ardabil, i den nordvästra delen av landet, 500 km nordväst om huvudstaden Teheran. Ebrāhīm Kandī-ye Soflá ligger 157 meter över havet och antalet invånare är 190.
Terrängen runt Ebrāhīm Kandī-ye Soflá är lite kuperad, och sluttar norrut. Runt Ebrāhīm Kandī-ye Soflá är det ganska glesbefolkat, med 42 invånare per kvadratkilometer. Närmaste större samhälle är Pārsābād, 17,2 km nordost om Ebrāhīm Kandī-ye Soflá. Trakten runt Ebrāhīm Kandī-ye Soflá består till största delen av jordbruksmark.